# Barrow upon Soar
Pour les articles homonymes, voir Barrow.
Barrow upon Soar est un village dans le Nord du Leicestershire, dans la vallée de la Soar entre Leicester et Loughborough. Il a une population d'environ 5 000 âmes et fait partie du district administratif local de Charnwood.
Il se situe, comme son nom l'indique, sur la rive orientale de la Soar (où se jette un ruisseau, le Fishpool), et se trouve juste en face de la A6 venant de Quorn. Le village est sur la Midland Main Line, et les trains de la ligne Ivanhoe s'arrêtent à la gare de Barrow-upon-Soar.
Le village est connu par les restes d'un plésiosaure qu'on y a retrouvés, appartenant à l'espèce Rhomaleosaurus megacephalus, et qui a été surnommé le « Kipper de  Barrow». Il a été découvert en 1851 dans une exploitation de chaux en dehors du village, au centre duquel, dans un rond-point, un panneau représente son squelette. Les os quant à eux sont exposés au New Walk Museum and Art Gallery (Musée du Leicestershire et Galerie d'Art) à New Walk dans le Leicester.
Depuis 2006, on travaille à une nouvelle extension du village appelée Meadow Grange.

## Jumelage
Barrow sur Soar est jumelé avec Marans, comme on peut le voir sur des panneaux quand on quitte le village par la route ou qu'on y entre.

## Personnalités liées à la ville
- Johnnie Johnson (1915-2001), officier britannique de la Royal Air Force, y est né.

## Source
- (en) Cet article est partiellement ou en totalité issu de l’article de Wikipédia en anglais intitulé « Barrow upon Soar » (voir la liste des auteurs).